# Cap Adolf Jensen
Le cap Adolf Jensen ou Terre Adolf S. Jensen (en danois : Ad. S. Jensen Land), est une péninsule située à la limite sud de la Terre du roi Frédéric VIII dans le au nord-est du Groenland. 
Il fait partie du Parc national du Nord-Est du Groenland.

## Géographie
Le cap Adolf Jensen est délimité à l'ouest par le glacier Soranerbraen, au-delà duquel se trouve la Terre Rechnitzer, au nord par le Fangersund de l'Inderbredningen et le Trangsund de la baie Dove, à l'est par le Storebaelt qui s'ouvre sur la mer du Groenland, et au sud par le fjord Bessel. La Terre de la Reine Margrethe II se trouve au sud du fjord Bessel. Le cap Karl Ritter est le point le plus oriental de la péninsule et la cascade Hawkins Vandfald est située dans la partie sud-est. Il y a une calotte glaciaire dans le sud-ouest.
Le cap est vallonné, à l'exception d'une petite zone au sud-est, et son littoral est très découpé. La péninsule au nord est presque séparée de la partie sud par un fjord et par le lac Elizabeth Sharon. Les altitudes les plus élevées se trouvent dans la partie sud et sont sans nom. Vivian Fjeld est une haute montagne de 1 003 m d'altitude dans la sous-péninsule nord, Kapspidsen est une montagne de 502 m près de l'extrémité nord-est. 

## Histoire
La masse continentale au nord du fjord Bessel a été considérée comme une île par la deuxième expédition polaire nord allemande dirigée par Carl Koldewey qui a partiellement exploré la région en 1869-1870. Koldewey a utilisé le nom « Île Peschel » dans l'édition anglaise de son récit de 1869-1870. 
La région a ensuite été visitée par la malheureuse expédition Danmark de 1906 à 1908 qui a nommé quelques points de repère, tels que l'étroit Syttendemajfjorden au nord. Finalement, la péninsule a été étudiée et cartographiée en 1932 par Lauge Koch lors de relevés aériens effectués au cours d'une expédition de trois ans (1931-1934) dans l'est du Groenland. Le cap doit son nom au zoologiste danois Adolf Severin Jensen (da), professeur à l'Université de Copenhague, qui avait mené des recherches approfondies sur les pêcheries de l'ouest du Groenland et qui était membre du comité d'organisation de l'expédition. 
La gare de Besselfjord a été construite sur la rive sud-est du cap Adolf Jensen. Les cabanes de chasse Alf Bruun Hytta et Carl Ritterhytta, Strømsbukta et Johns Hytta ont également été construites dans la partie orientale de la péninsule, les trois dernières par John Giæver alors qu'il vivait comme trappeur dans le nord-est du Groenland de 1929 à 1934. La Nanok East Groenland Fishing Company (en) a construit les cabanes de chasse Laksehytten en 1939 et Fiskerhytten en 1951, toutes deux situées à la tête du Syttendemajfjorden, et Påskehytten, une cabane sur la côte est en 1938.